# Castell-Castell

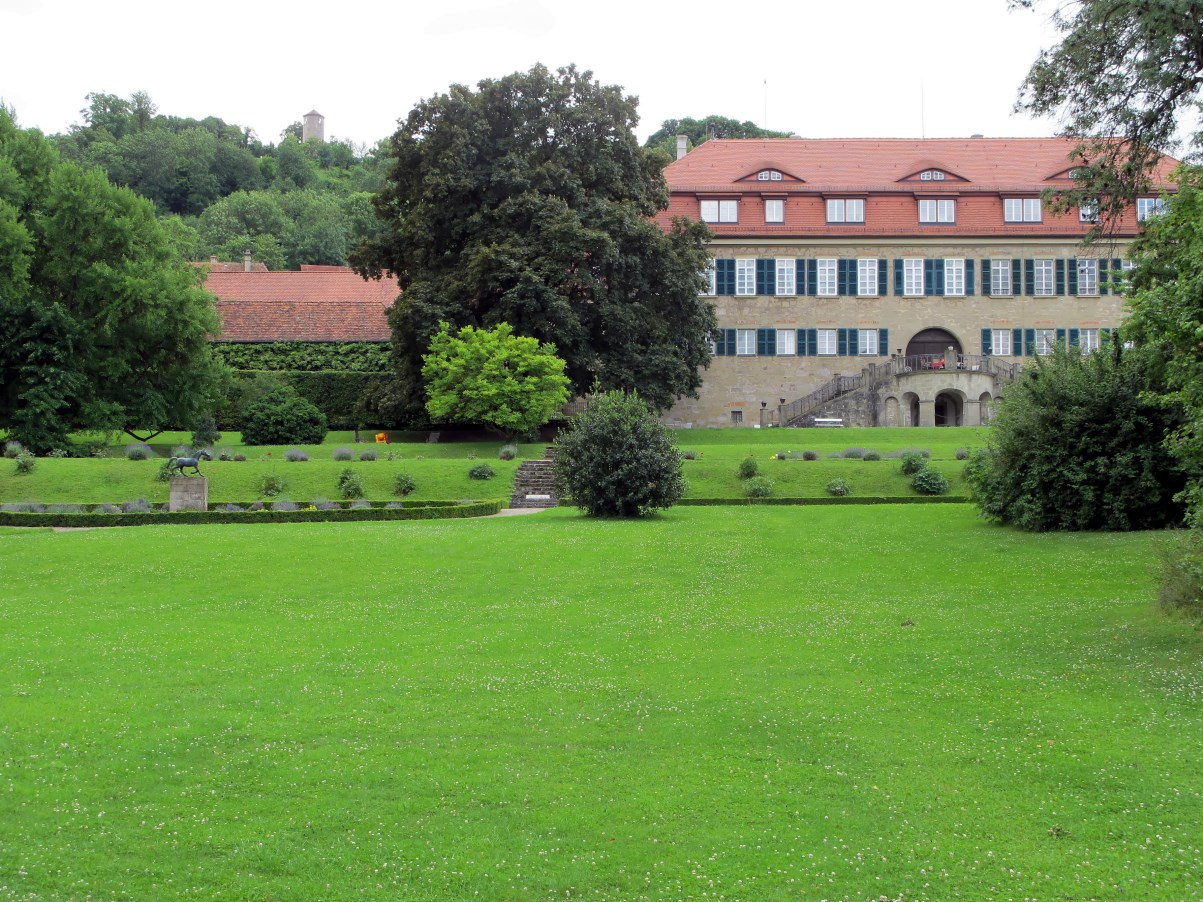
Castillo de Castell

Castell-Castell era un condado del Sacro Imperio Romano Germánico, gobernado por una rama de los condes de Castell. Fue establecido como una partición de Castell-Remlingen en 1668, y fue dividido entre él mimo y Castell en 1709. Anexó el Condado de Castell en 1772, y fue mediatizado a Baviera en 1806. El 7 de marzo de 1901 la rama de Castell-Castell, junto con la rama de Castell-Rüdenhausen, fueron elevadas al rango hereditario de Príncipe en primogenitura con el tratamiento de Alteza Serenísima por el Príncipe Regente Leopoldo de Baviera.

## Condes de Castell-Castell (1668-1806)
- Wolfgang Teodorico (1668-1709)
- Augusto Francisco Federico (1709-1767) gobernó mutualmente con
- Carlos Federico Gottlieb (Conde de Castell-Remlingen) (1709-1717) y
- Wolfgang Jorge II (1709-1736) y
- Cristian Federico Carlos (Conde de Castell-Rüdenhausen (1736-1773)
- Alberto Federico Carlos (1773-1806) mutualmente con
- Cristian Federico (posteriormente Conde de Castell-Rüdenhausen) (1773-1803)

## Condes (mediatizados) de Castell-Castell
- Federico Luis (1810-1875)
- Carlos (1875-1886)
- Federico Carlos (1886-1901)

## Príncipes mediatizados de Castell-Castell
- Federico Carlos, Conde 1886-1901, 1º Príncipe 1901-1923 (1864-1923), se casó en 1895 con la Condesa Gertrudis de Stolberg-Wernigerode[1]
  - Carlos, 2º Príncipe 1923-1945 (1897-1945), se casó la Princesa Ana Inés de Solms-Hohensolms-Lich[1]
    - Alberto, 3º Príncipe 1945-2016 (1925-2016), casado con la Princesa María Luisa de Waldeck y Pyrmont
      - Fernando, 4º Príncipe 2016-presente (nacido en 1965), casado con la Condesa María Gabriela de Degenfeld-Schonburg
        - Carlos, Conde Heredero de Castell-Castell (nacido en 2001)